# Finistrèlas
Finistrèlas (italià Fenestrelle) és un municipi italià, situat a la ciutat metropolitana de Torí, a la regió del Piemont. L'any 2007 tenia 615 habitants. Està situat a la Vall Chisone, una de les Valls Occitanes. Forma part de la Comunitat Muntanyenca Vall Chisone i Vall Germanasca Comprèn les fraccions de Champs, Puy, Pequerel, Chambons, Depot, Mentoulles, Granges, Ville Cloze, La Latta i Fondufaux. Limita amb els municipis de Massello, Mattie, Meana di Susa, Prajalats, Roure i Usseaus.

## Administració
| Període | Identitat         | Partit        |
| ------- | ----------------- | ------------- |
| 2004-   | Michele Chiappero | Llista cívica |